# Lista de jogos para Commodore PET
Essa é uma lista de jogos para o computador pessoal Commodore PET, organizada em ordem alfabética.
| Título                                     | Lançamento | Desenvolvedor(es)                           | Editora(s)                     |
| ------------------------------------------ | ---------- | ------------------------------------------- | ------------------------------ |
| 23 Matches                                 | 1979       | Creative Computing Software                 | Creative Computing Software    |
| 3-D Tic-Tac-Toe                            | 1978       |                                             | Creative Computing Software    |
| A Scrambled Word Game                      | 1980       |                                             |                                |
| Acrobat II                                 | 1982       |                                             | Commodore Japan Limited        |
| Adventure 1: Cavern of Riches              | 1980       |                                             |                                |
| Adventure 2: The Great Pyramid             | 1980       |                                             |                                |
| Adventure 3: Haunted Mansion               | 1980       |                                             |                                |
| Adventureland                              | 1980       |                                             |                                |
| Air Attack                                 | 1979       | Supersoft                                   | Supersoft                      |
| Aliens!                                    | 1980       |                                             | The Code Works                 |
| Ambush!                                    | 1980       |                                             | The Code Works                 |
| Android Nim                                | 1979       |                                             |                                |
| Andromeda Conquest                         | 1982       | Microcomputer Games                         | Avalon Hill                    |
| Arrow                                      | 1980       |                                             |                                |
| Artillery                                  | 1979       |                                             | Creative Computing Software    |
| Atlantic Patrol                            | 1978       |                                             |                                |
| Awari                                      | 1979       | Creative Computing Software                 | Creative Computing Software    |
| B-1 Nuclear Bomber                         | 1980       | Microcomputer Games                         | Avalon Hill                    |
| Bagels                                     | 1979       | Creative Computing Software                 | Creative Computing Software    |
| Baseball                                   | 1977       |                                             |                                |
| Bat!                                       | 1979       |                                             | The Code Works                 |
| Battleship                                 | 1978       |                                             | Commodore Educational Software |
| Bets                                       | 1980       |                                             | The Code Works                 |
| Bjack                                      | 1979       |                                             | The Code Works                 |
| Blackjack                                  | 1979       |                                             | ARESCO                         |
| Blockade Special!                          | 1981       |                                             |                                |
| Bomber                                     | 1980       |                                             |                                |
| Bomber Attack                              | 1982       | Microcomputer Games                         | Avalon Hill                    |
| Bonzo!                                     | 1980       |                                             | The Code Works                 |
| Bop                                        | 1978       |                                             | The Code Works                 |
| Boswain                                    | 1980       |                                             | The Code Works                 |
| Bowler                                     | 1982       | Microcomputer Games                         | Avalon Hill                    |
| Box                                        | 1979       |                                             | The Code Works                 |
| Break-Out                                  | 1980       |                                             |                                |
| Breakout                                   | 1980       |                                             |                                |
| Brick                                      | 1978       |                                             | The Code Works                 |
| Bridge Bidding Trainer                     | 1979       |                                             |                                |
| Bship                                      | 1978       |                                             | The Code Works                 |
| Buggy                                      | 1980       |                                             |                                |
| Bulls and Bears                            | 1978       | Speakeasy Software                          | Speakeasy Software             |
| Butterfield Social & Recreational Club     | 1980       |                                             |                                |
| Canyon                                     | 1979       |                                             | The Code Works                 |
| Capture!                                   | 1980       |                                             | The Code Works                 |
| Car Race                                   | 1980       |                                             |                                |
| Casino Blackjack                           | 1979       |                                             | CMS Software Systems           |
| Catch!                                     | 1980       |                                             | The Code Works                 |
| Caves of Ice                               | 1983       | Robert Tsuk                                 |                                |
| Checkers!                                  | 1980       |                                             | The Code Works                 |
| Chess Game                                 | 1980       |                                             |                                |
| Chomp                                      | 1979       | Creative Computing Software                 | Creative Computing Software    |
| Civil War                                  | 1978       |                                             | Creative Computing Software    |
| Computer Acquire                           | 1980       | 4D Interactive Systems, Microcomputer Games | Avalon Hill                    |
| Computer Race                              | 1981       | Mike Singleton                              | Petsoft                        |
| Computer Spacegames                        | 1982       |                                             | Usborne Publishing             |
| Computer Stocks & Bonds                    | 1982       | Microcomputer Games                         | Avalon Hill                    |
| Conflict 2500                              | 1981       | Microcomputer Games                         | Avalon Hill                    |
| Cops                                       | 1979       |                                             | The Code Works                 |
| Cosmic Jailbreak                           | 1982       |                                             |                                |
| The Count                                  | 1979       | Adventure International                     | Adventure International        |
| Course                                     | 1979       |                                             | The Code Works                 |
| Crazy Balloon                              | 1980       |                                             |                                |
| Crossword Puzzle                           | 1980       |                                             |                                |
| The Datestones of Ryn                      | 1979       | Epyx                                        | Epyx                           |
| Deepspace                                  | 1979       |                                             | Creative Computing Software    |
| Defend!                                    | 1981       |                                             | The Code Works                 |
| Deflection                                 | 1979       |                                             | ARESCO                         |
| Deflex                                     | 1981       |                                             | Llamasoft                      |
| Demon!                                     | 1979       |                                             | The Code Works                 |
| Derelict                                   | 1982       |                                             | Aardvark-80                    |
| Diamond Hunt II                            | 1990       |                                             |                                |
| Dnieper River Line                         | 1982       | Microcomputer Games                         | Avalon Hill                    |
| Dog Star Adventure                         | 1980       |                                             |                                |
| Dominos                                    | 1980       |                                             |                                |
| Donuts                                     | 1980       |                                             |                                |
| Dot Racer                                  | 1980       |                                             |                                |
| Dots                                       | 1978       |                                             | The Code Works                 |
| Down!                                      | 2013       | Revival Studios                             | Revival Studios                |
| Drag                                       | 1980       |                                             | The Code Works                 |
| Dragon Island                              | 1978       |                                             |                                |
| Dragon's Eye                               | 1981       | Southern Software                           | Automated Simulations          |
| Draw Poker                                 | 1982       | Microcomputer Games                         | Avalon Hill                    |
| Draw Poker 1                               | 1978       |                                             | Commodore Business Machines    |
| Duel                                       | 1980       |                                             |                                |
| Dungeon                                    | 1979       |                                             | The Code Works                 |
| Dungeon of Death                           | 1979       |                                             | Instant Software               |
| Dunjonquest: Hellfire Warrior              | 1980       | Automated Simulations                       | Petsoft                        |
| Dunjonquest: Morloc's Tower                | 1979       | Automated Simulations                       | Petsoft                        |
| Dunjonquest: Temple of Apshai              | 1979       | Automated Simulations                       | Petsoft                        |
| Eliza                                      | 1979       |                                             | Creative Computing Software    |
| Enigma                                     | 1980       |                                             | The Code Works                 |
| Epidemic                                   | 1980       |                                             |                                |
| Est                                        | 1978       |                                             | The Code Works                 |
| Everest                                    | 1979       |                                             | The Code Works                 |
| Fball                                      | 1979       |                                             | The Code Works                 |
| Ferry                                      | 1979       |                                             | The Code Works                 |
| Fifteen                                    | 1979       |                                             | The Code Works                 |
| Fire!                                      | 1980       |                                             | The Code Works                 |
| Flash Attack                               | 1980       | Mach 1 Software                             | Mach 1 Software                |
| Flight Simulator                           | 1983       |                                             | Commodore Educational Software |
| Flip-Flop                                  | 1979       | Creative Computing Software                 | Creative Computing Software    |
| Football                                   | 1979       |                                             | Programma International        |
| Forest                                     | 1980       |                                             |                                |
| Frog Race                                  | 1980       |                                             |                                |
| Frog!                                      | 1980       |                                             | The Code Works                 |
| Function Machine                           | 1982       |                                             | Commodore Educational Software |
| Galaxy                                     | 1981       | Microcomputer Games                         | Avalon Hill                    |
| Gammon                                     | 1979       |                                             | The Code Works                 |
| Ganzen Schieten                            | 1980       |                                             |                                |
| Godzilla!                                  | 1980       |                                             | The Code Works                 |
| Golf                                       | 1978       |                                             | Creative Computing Software    |
| Gomoku                                     | 1979       |                                             | The Code Works                 |
| Gremlin                                    | 1980       |                                             |                                |
| Gribbet                                    | 1980       |                                             |                                |
| Guess                                      | 1979       | Creative Computing Software                 | The Code Works                 |
| Guess It                                   | 1980       |                                             |                                |
| Gunner                                     | 1980       |                                             |                                |
| Guns of Fort Defiance                      | 1981       | 4D Interactive Systems, Microcomputer Games | Avalon Hill                    |
| Hamurabi                                   | 1978       |                                             | Creative Computing Software    |
| Hang Man                                   | 1980       |                                             |                                |
| Hanoi                                      | 1978       |                                             | The Code Works                 |
| Hartenjagen                                | 1980       |                                             |                                |
| Heart Racer                                | 1980       |                                             |                                |
| Hexapawn                                   | 1979       | Creative Computing Software                 | Creative Computing Software    |
| Hi-Q                                       | 1979       | Creative Computing Software                 | Creative Computing Software    |
| Hman                                       | 1978       |                                             | Creative Computing Software    |
| Horserace!                                 | 1979       |                                             | Creative Computing Software    |
| Hurkle                                     | 1978       |                                             | Creative Computing Software    |
| Ian's Speed Race                           | 1979       |                                             |                                |
| Invasion Orion                             | 1979       | Epyx                                        | Epyx                           |
| Joust                                      | 1980       |                                             | Creative Computing Software    |
| Kalah                                      | 1980       |                                             | The Code Works                 |
| Keno                                       | 1979       | Creative Computing Software                 | Creative Computing Software    |
| King Tut's Tomb Adventure                  | 1979       |                                             |                                |
| Kingdom                                    | 1977       |                                             | Commodore Business Machines    |
| Labyrinth                                  | 1980       |                                             |                                |
| ladder Mult.                               | 1982       |                                             | Commodore Educational Software |
| Lander                                     | 1977       | Commodore Business Machines                 | Commodore Business Machines    |
| Lander X                                   | 1980       |                                             |                                |
| Laser Tanks                                | 1980       |                                             |                                |
| Lawn!                                      | 1981       |                                             | The Code Works                 |
| Leap                                       | 1979       |                                             | The Code Works                 |
| Legionnaire                                | 1979       |                                             |                                |
| LEM                                        | 1979       | Creative Computing Software                 | Creative Computing Software    |
| Life                                       | 1980       | Cortex Computer Systems                     |                                |
| Life II                                    | 1978       |                                             | Creative Computing Software    |
| Lode Runner                                | 1983       | James Bratsanos                             | Brøderbund                     |
| Lords of Karma                             | 1980       | Microcomputer Games                         | Avalon Hill                    |
| M-Maze                                     | 1980       |                                             |                                |
| Mad                                        | 1978       |                                             | The Code Works                 |
| The Mad Bomber                             | 1980       |                                             |                                |
| Mars                                       | 1982       |                                             | Aardvark-80                    |
| Master Mind                                | 1980       |                                             |                                |
| Match                                      | 1979       |                                             | The Code Works                 |
| Matches                                    | 1978       |                                             |                                |
| Maxit                                      | 1981       |                                             | The Code Works                 |
| Maze                                       | 1979       |                                             | The Code Works                 |
| Meteor                                     | 1983       |                                             |                                |
| Microchess                                 | 1978       | Micro-Ware                                  | Personal Software              |
| Midway Campaign                            | 1980       | Microcomputer Games                         | Avalon Hill                    |
| Millipede                                  | 1982       | On Line Software                            | On Line Software               |
| Mind                                       | 1979       |                                             | The Code Works                 |
| Miner!                                     | 1980       |                                             | The Code Works                 |
| The Miser's House                          | 1981       |                                             | The Code Works                 |
| Mission 2001                               | 1981       |                                             |                                |
| Mount St. Helens                           | 1980       |                                             |                                |
| Mousemaze                                  | 1980       |                                             |                                |
| Mystery Fun House                          | 1979       | Adventure International                     | Adventure International        |
| Nab!                                       | 1980       |                                             | The Code Works                 |
| Nazo no Enban AFO                          | 1980       |                                             |                                |
| Night Drive                                | 1982       |                                             |                                |
| Nim                                        | 1979       |                                             |                                |
| North Atlantic Convoy Raider               | 1980       | Microcomputer Games                         | Avalon Hill                    |
| NukeWar                                    | 1980       | Microcomputer Games                         | Avalon Hill                    |
| Othello                                    | 1978       |                                             |                                |
| Ouranos!                                   | 1980       |                                             | The Code Works                 |
| Outpost                                    | 1980       |                                             |                                |
| Pegboard                                   | 1979       |                                             | The Code Works                 |
| PET Checkers                               | 1980       | CMS Software Systems                        |                                |
| PET Nuclear Power Plant                    | 1982       |                                             | Commodore Educational Software |
| Pick-Up                                    | 1979       |                                             | The Code Works                 |
| Picture Kingdom                            | 1981       |                                             | The Guild Adventure Software   |
| Piegram                                    | 1979       |                                             | The Code Works                 |
| Pinball                                    | 1980       |                                             |                                |
| Ping Pong                                  | 1980       |                                             |                                |
| Pirate Adventure                           | 1979       |                                             | Adventure International        |
| Pizza                                      | 1981       |                                             | CUE, Inc.                      |
| Planet Miners                              | 1981       | Microcomputer Games                         | Avalon Hill                    |
| Planet Probe                               | 1980       |                                             |                                |
| Poker                                      | 1980       |                                             | The Code Works                 |
| Police!                                    | 1980       |                                             | The Code Works                 |
| Pong                                       | 1980       |                                             |                                |
| The Postperson's Route                     | 1980       |                                             |                                |
| Ppong                                      | 1980       |                                             |                                |
| Pyramid of Doom                            | 1979       | Adventure International                     | Adventure International        |
| Qubic                                      | 1980       |                                             |                                |
| Quix                                       | 1978       |                                             | The Code Works                 |
| Race                                       | 1978       |                                             | The Code Works                 |
| Racer!                                     | 1981       |                                             | The Code Works                 |
| Ratrun                                     | 1979       |                                             | The Code Works                 |
| Rescue!                                    | 1981       |                                             | The Code Works                 |
| Rescue at Rigel                            | 1980       | Epyx                                        | Epyx                           |
| Revers!                                    | 1979       |                                             | The Code Works                 |
| Reverse                                    | 1980       |                                             |                                |
| Roadracer                                  | 1982       | Microcomputer Games                         | Avalon Hill                    |
| Rotate                                     | 1978       |                                             |                                |
| Royal Flush                                | 1981       |                                             |                                |
| Ruler                                      | 1980       |                                             | The Code Works                 |
| S-Racer                                    | 1980       |                                             |                                |
| Safe!                                      | 1981       |                                             | The Code Works                 |
| Santa Paravia en Fiumaccio                 | 1978       |                                             | Keypunch Software              |
| Sea Battle                                 | 1979       |                                             | Creative Computing Software    |
| Search                                     | 1979       |                                             | The Code Works                 |
| Shark                                      | 1978       |                                             | The Code Works                 |
| Sheep                                      | 1980       |                                             | The Code Works                 |
| Shoot                                      | 1978       |                                             | The Code Works                 |
| Shootout at the OK Galaxy                  | 1982       | Microcomputer Games                         | Avalon Hill                    |
| Siege                                      | 1983       | Mike Singleton                              |                                |
| Simulation of Millikan Oil Drop Experiment | 1980       |                                             |                                |
| Sinners                                    | 1978       |                                             | Computers/Calculators Magazine |
| Slot                                       | 1979       |                                             | The Code Works                 |
| Slot Machine                               | 1980       |                                             |                                |
| Sorcerer's Castle Adventure                | 1979       | Mad Hatter Software                         |                                |
| Space Ace                                  | 1981       | Mike Singleton                              | Petsoft                        |
| Space Invaders                             | 1980       |                                             |                                |
| Space Shooter                              | 1980       |                                             |                                |
| Space!                                     | 1979       |                                             | The Code Works                 |
| Spacewar                                   | 1979       |                                             | Creative Computing Software    |
| Spot                                       | 1980       |                                             | The Code Works                 |
| Starfighter                                | 1980       |                                             |                                |
| Starfleet Orion                            | 1978       | Epyx                                        | Epyx                           |
| Star Force                                 | 1979       |                                             | Astar International            |
| Star Trek                                  | 1978       |                                             |                                |
| Star Trek 64                               | 1983       |                                             |                                |
| StarQuest: Rescue at Rigel                 | 1980       | Automated Simulations                       | Automated Simulations          |
| States                                     | 1979       |                                             | The Code Works                 |
| Strange Odyssey                            | 1979       | Adventure International                     | Adventure International        |
| Sumer                                      | 1981       |                                             | Crystal Computer               |
| Super Trek                                 | 1979       |                                             | Creative Computing Software    |
| Tank Arkade                                | 1982       | Microcomputer Games                         | Avalon Hill                    |
| Tank!                                      | 1981       |                                             | The Code Works                 |
| Tanktics                                   | 1978       | Microcomputer Games                         | Avalon Hill                    |
| Telengard                                  | 1982       | Microcomputer Games                         | Avalon Hill                    |
| Thunt!                                     | 1980       |                                             | The Code Works                 |
| Tic Tac Toe                                | 1978       |                                             |                                |
| Time Traveler                              | 1980       | Krell Software                              |                                |
| Time Trek                                  | 1979       |                                             | Programma International        |
| Titrator                                   | 1979       |                                             | The Code Works                 |
| Torpedeo                                   | 1980       |                                             |                                |
| Trek Adventure                             | 1982       |                                             | Aardvark-80                    |
| TRON: Journey to the MCP                   | 1982       |                                             |                                |
| TRON: Light Cycle Game                     | 1982       |                                             |                                |
| Tunnel Vision and Kat and Mouse            | 1978       |                                             |                                |
| Twonky                                     | 1979       |                                             | The Code Works                 |
| Valley of the Minotaur                     | 1983       | Nicolas van Dyk, Chris M. Evans             | Zeuss Scientific               |
| Vector Chase                               | 1983       |                                             |                                |
| Voyage to Atlantis                         | 1980       |                                             |                                |
| Voyager I: Sabotage of the Robot Ship      | 1982       | Microcomputer Games                         | Avalon Hill                    |
| Wander                                     | 1978       |                                             | The Code Works                 |
| Will 'o the Wisp                           | 1980       |                                             | Discovery Games                |
| Winged Samurai                             | 1980       |                                             |                                |
| Wipeout                                    | 1979       |                                             | The Code Works                 |
| The Wizard's Castle                        | 1980       |                                             |                                |
| Wumpus II                                  | 1979       | Gregory Yob                                 | Creative Computing Software    |
| Yahtzee                                    | 1979       | The Code Works                              |                                |
| Zap                                        | 1978       |                                             | The Code Works                 |
| Zone X                                     | 1978       | Creative Computing Software                 | Creative Computing Software    |